# Nabil Shaath
Nabil Ali Muhammad (Abu Rashid) Shaath (en árabe: نبيل شعث‎, Nabīl Shaʿath; Safed, agosto de 1938) es un político palestino, que se desempeñó como negociador de la Organización para la Liberación de Palestina (OLP) y ministro de la Autoridad Nacional Palestina.

## Biografía

### Primeros años
Nació en 1938 en una familia de comerciantes de Safed, en el Mandato Británico de Palestina, viviendo parte de su niñez en Jaffa (ambas ciudades hoy bajo soberanía israelí). Se exilió a Egipto con su familia durante la guerra árabe-israelí de 1948. Estudió en Alejandría y en la Universidad de Pensilvania en Estados Unidos recibió un doctorado en administración pública.

### Carrera
En 1965 adquirió la ciudadanía egipcia y se desempeñó como director del Instituto Nacional de Desarrollo Administrativo hasta 1969, cuando se radicó en el Líbano, dando clases en la Universidad Americana de Beirut hasta 1976. En 1975 fundó una empresa de consultoría, trabajando para varios gobiernos de países árabes en materia de ingeniería y gestión.
En 1967 se unió a Fatah y en 1970 se convirtió en miembro del Comité Central de la Organización para la Liberación de Palestina (OLP), representando a la OLP en la tercera cumbre del Movimiento de Países No Alineados realizada ese año en Zambia. En 1973 fue nombrado director de la oficina de planificación de la OLP, y en 1978 fue elegido miembro del Consejo Nacional Palestino. Fue negociador palestino con autoridades libanesas y estadounidenses, y en 1989 se convirtió en consejero económico y político de Yasir Arafat. Encabezó la primera delegación de la OLP ante la Organización de las Naciones Unidas.

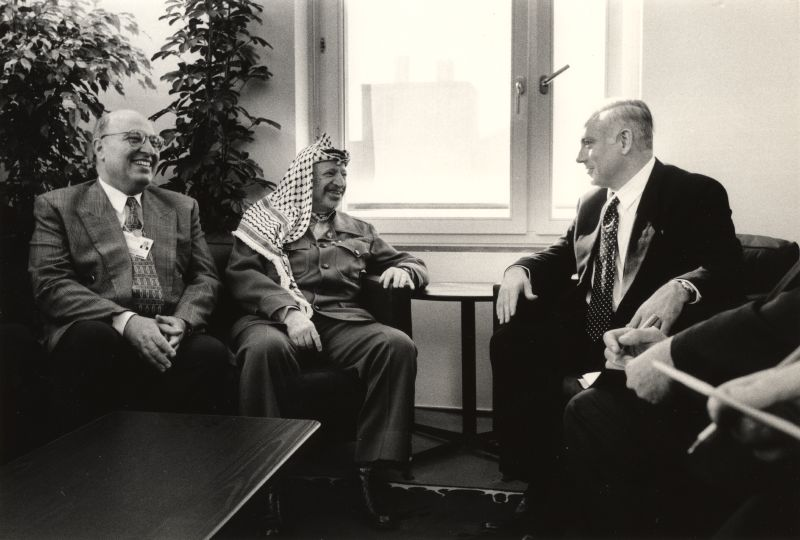
Shaath junto a Yasir Arafat y Benjamín Netanyahu en 1997.

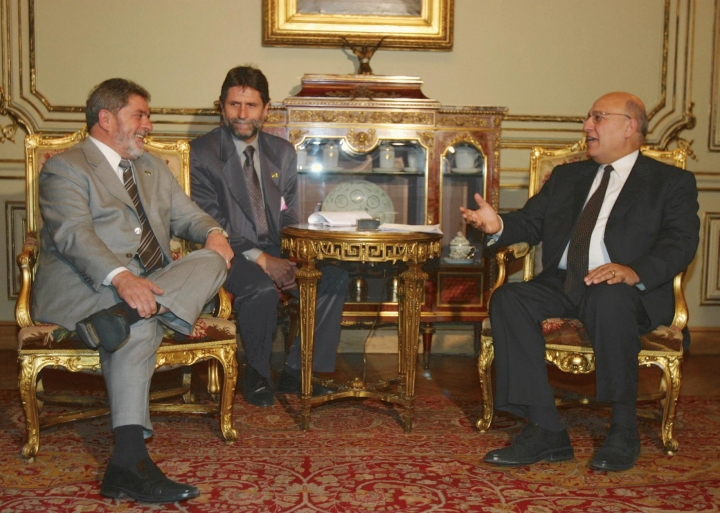
Shaath junto al presidente de Brasil Lula da Silva en 2003.

Fue parte de la delegación palestina en la Conferencia de Paz de Madrid en 1991 y participó en las negociaciones que culminaron en los Acuerdos de Oslo con Israel y en mayo de 1994 fue nombrado ministro de planificación y cooperación internacional en el primer gobierno de la Autoridad Nacional Palestina, ocupando el cargo hasta abril de 2003, bajo la presidencia de Arafat. Un mes después se instaló en la Franja de Gaza y dos años más tarde fue elegido miembro del Consejo Legislativo Palestino por Jan Yunis. Fue acusado de corrupción y una comisión del Consejo Legislativo pidió sin éxito su destitución y procesamiento.
Fue el primer titular del Ministerio de Asuntos Exteriores de la Autoridad Nacional Palestina desde abril de 2003 hasta febrero de 2005, cuando se convirtió en vice primer ministro y ministro de información hasta marzo de 2006. El 15 de diciembre de 2005, fue Primer Ministro interino de la Autoridad Palestina después de que el entonces titular del cargo Ahmed Qurei renunciara, hasta que regresó al cargo a los pocos días.
Continuó siendo miembro del Comité Central de Fatah y en 2009 fue designado comisionado del Departamento de Relaciones Internacionales del partido. En 2017 el presidente Mahmud Abás lo nombró asesor en asuntos exteriores y relaciones internacionales con rango de ministro. En enero de 2020, Abás lo nombró como su representante personal y lo relevó de sus deberes como jefe del departamento de expatriados de la OLP.
Es vicepresidente del Centro Internacional de Toledo para la Paz.